# Пономаренко Євген Володимирович
Євге́н Володи́мирович Пономаре́нко (31 грудня 1986-8 лютого 2015) — солдат Збройних сил України, учасник російсько-української війни.

## Короткий життєпис
Мати сама виховувала Євгена та його старшого брата — батько покинув. 5 років відпрацював у міліції. З травня 2014-го — доброволець, не послухав матір та дружину. Солдат, 39-й окремий мотопіхотний батальйон. 4 липня мати померла.
21 липня поранений та контужений на блокпосту біля Кам'янки, юр'ївці збирали кошти на лікування. 24 серпня — знову в лавах ЗСУ. 26 вересня знову поранений, лікувався.
8 лютого 2015-го загинув при виконанні бойового завдання на території Луганської області.
Похований у селі Юр'ївка.

## Нагороди
За особисту мужність і героїзм, виявлені у захисті державного суверенітету та територіальної цілісності України, вірність військовій присязі під час російсько-української війни, відзначений — нагороджений
- 27 червня 2015 року — орденом За мужність III ступеня.